# Museo de Arte e Historia de Durango
El Museo de Arte e Historia de Durango está ubicado en Durango, Vizcaya, País Vasco (España).
Abrió sus puertas el 13 de junio de 1986, siendo sus impulsores iniciales Leopoldo Zugaza (que donó la mayoría de los documentos y obras de la que se compone la colección permanente) y el entonces concejal de Cultura Juan José Ziarrusta, con el apoyo del alcalde Patxi Zurikarai . Tiene por sede el palacio de Etxezarreta, edificio de planta cuadrada construido en el siglo XVIII por José Joaquín de Echezarreta. Fue adquirido por el Ayuntamiento de Durango en 1984, a propuesta de Zugaza, y remozado para su uso como museo por el entonces arquitecto municipal, Federico Arruti. 
Además de los impulsores, colaboraron de forma altruista la Caja de Ahorros Vizcaína, vecinos de la localidad y artistas con reconocida trayectoria que depositaron su confianza en Leopoldo Zugaza.
Entre los objetivos del Museo se cuentan: ilustrar y difundir la evolución cultural, económica y social de Durango a lo largo de la historia; y exhibir manifestaciones artísticas, mayormente de autores actuales.
En los últimos años el Museo ha renovado sus salas, y está incrementando la afluencia de público gracias en parte a varias exposiciones ambiciosas (pinturas de Darío de Regoyos, Ramón de Zubiaurre y Agustín Ibarrola; grabados de Picasso, Chillida, Dalí, Durero...) y a actividades como visitas guiadas, conferencias y jornadas didácticas con grupos escolares. En 2018 se computaron unas 13.600 visitas, que en 2019 se incrementaron un 20%, hasta superar ligeramente las 17.000 . En 2021, a pesar de la pandemia de la Covid-19, el Museo batió una nueva marca, con casi 17.700 visitas , y en 2023 ha marcado otro récord: casi 21.000 .
El museo abre de martes a domingo (cierra los lunes), y la entrada es gratuita.

## Colecciones
Tras una reforma del edificio acometida en 2017, y de acuerdo al replanteamiento museológico introducido en 2018-2019, la Planta 1 se ha dedicado por entero a una exposición permanente sobre la historia de Durango desde la Prehistoria hasta el siglo XX. Uno de sus principales atractivos es una gran maqueta que recrea el aspecto que tuvo el casco antiguo de la villa en el siglo XV; plasma la información recopilada en las últimas décadas, tanto de documentos como mediante catas arqueológicas. Se exhiben además fragmentos de cerámicas de los siglos XVI y XVII, y elementos pétreos de la casa-torre de Láriz. También se da especial énfasis a las Guerras Carlistas del siglo XIX; no en vano Durango fue sede de la corte carlista. Se exponen un sable y demás recuerdos de esta época. Una sala anexa resume los hitos más significativos de Durango en el siglo XX y en especial la guerra civil de 1936-39: exhibe la pintura Entrada de los nacionales en Durango de Horacio Ferrer, un facsímil de un boceto de Picasso para el Guernica, un reportaje de vídeo sobre los bombardeos de Durango de 1937, así como cartelería y artículos de prensa. El tramo final de la exposición permanente ilustra la evolución urbanística y económica de Durango desde la década de 1960 hasta el año 2000 mediante reproducciones de fotografías, hemeroteca y anuncios publicitarios de empresas de la comarca. 
En sus primeros años el Museo albergó el Archivo Histórico Municipal de Durango, que comprende documentación medieval, así como los Libros de Actas y Libros de Cuentas fechados desde el siglo XVI. Estos fondos se custodian actualmente en otro edificio de reciente construcción (Bizenta Mogel Biblioteka), en la calle Conventos (Komentukalea, 8). 

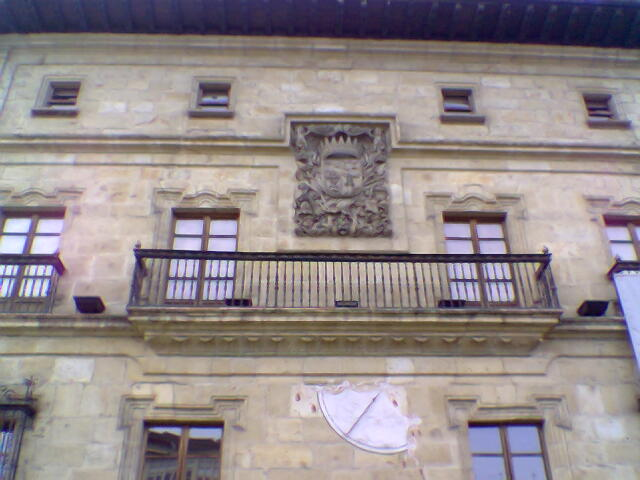
Pormenor de la fachada, con el escudo tallado en piedra y el reloj de sol pintado sobre la puerta.

El Museo posee una variopinta colección de arte, de la cual por limitaciones de espacio muestra sólo una selección. El amplio fondo de artistas (mayormente del País Vasco), varios de ellos representados con obras de gran formato y relevancia, incluye a: Aurelio Arteta, Benito Barrueta (Paisaje de Chevreuse, h. 1912), Ramón de Zubiaurre (Paisaje de Durango), Nicolás de Lekuona, José María de Ucelay, Ricardo Toja, Rafael Ruiz Balerdi, Amable Arias, Alfredo Alcaín, José Luis Zumeta, Mari Puri Herrero, Agustín Ibarrola, Fernando Maidagan, Darío Urzay (Interior), Vicente Ameztoy, Juan José Aquerreta, Andrés Nagel, Merche Olabe, Marta Cárdenas y Ramón Zurriarain, entre otros. En 2021 el Museo ha incorporado un valioso lienzo de Darío de Regoyos, Mercado en Durango; el pintor residió en la villa en dos ocasiones, en 1905 y en 1907 . Para presentar esta adquisición, el Museo ofreció en mayo-agosto de 2021 una exposición de paisajes de Regoyos que marcó un récord de público . En 2024, el ayuntamiento local ha adquirido para la pinacoteca otros dos paisajes durangueses, El pórtico de Santa María (1936) de Alfonso W. Sena y Artecalle y el Arco de Santa Ana de Ángel Larroque, que se han presentado en la muestra El paisaje más allá del género pictórico . 
El Museo cuenta también con un nutrido repertorio de grabados: 18 de Chillida (que protagonizaron una exposición en enero-marzo de 2018), un variado conjunto de Mari Puri Herrero, el célebre aguafuerte El pintor Zamacois de Mariano Fortuny, litografías de Gustavo de Maeztu, varias estampas de paisajes por Carlos de Haes y dos de Los Caprichos de Goya relativas a la brujería y la Inquisición. 
La Planta 2 se dedica a exposiciones temporales (al igual que una sala en la Planta 0) y en 2018 se ha renovado el repertorio visible en la Planta 3, que suele albergar charlas y demás actos públicos, desplegando en sus paredes una selección reordenada de su colección pictórica del siglo XX.
En el segundo semestre de 2017 el Museo permaneció cerrado por obras de reforma, con un coste de 202.000 euros, a fin de mejorar las condiciones de seguridad y accesibilidad. Se remodeló la escalera principal y se reubicaron los aseos para el público, con lo que se ganó espacio en la planta de la exhibición permanente; la iluminación fue renovada con focos de luz Led, y se colocaron cartelas nuevas con rotulación táctil para invidentes. Así mismo, en otra intervención de tipo urbanístico efectuada pocos meses antes, los jardines circundantes prescindieron del vallado para quedar accesibles de manera permanente. El Museo reabrió sus puertas el 25 de enero de 2018 inaugurando una exposición temporal sobre Chillida, con la presencia del lehendakari Iñigo Urkullu.

## Exposiciones temporales
Como complemento a su repertorio permanente el Museo alberga muestras temporales, tanto de artistas en activo como relativas a la comarca. En los últimos años, y gracias a la colaboración de diversos museos y coleccionistas particulares, se están ofreciendo exposiciones de grabados de maestros de primera fila que son insólitas en centros municipales como éste.

### 2017: Picasso, Miró, Renau
El Museo ofreció en 2017 la exposición «Picasso - De Durango a "Guernica"» dentro del programa de actos promovido por varias entidades para conmemorar el 80.º aniversario de los bombardeos que asolaron la villa durante la guerra civil española. Esta muestra protagonizada por Pablo Picasso exhibía una carpeta completa de sus grabados Sueño y mentira de Franco  que perteneció al escritor Juan Larrea, así como tres facsímiles de bocetos para el Guernica. Incluyó así mismo el grabado Amad a las víctimas del franquismo de Josep Renau (responsable de Bellas Artes que encargó a Picasso el hoy icónico cuadro) y, como incorporación de última hora, se expuso además el famoso pochoir de Joan Miró Aidez l'Espagne (Ayudad a España), ejemplar firmado a lápiz por el autor. Esta exhibición fue la primera en Durango con grabados originales de estos artistas (todos ellos prestados por colecciones privadas) y vino acompañada de un catálogo ilustrado bilingüe.
La exposición se inauguró el 30 de marzo y estaba previsto clausurarla el 1 de mayo, pero debido a la buena afluencia de público se prorrogó un mes, hasta el 4 de junio. Se sumaron más de 3000 visitas , lo que supuso el mayor éxito de público alcanzado por una muestra temporal en el museo en 30 años de existencia .

### Reapertura conChillida
Tras estar clausurado durante seis meses por obras de renovación, el Museo reabrió sus puertas en enero de 2018 con una excepcional exposición de grabados de Eduardo Chillida (Oihartzunak-Resonancias) . Esta muestra desveló 18 grabados del maestro pertenecientes al propio Museo, que permanecían almacenados por razones de conservación preventiva, y se completó con varios préstamos del museo Chillida Leku.

### 2018-2019:Pinturas traducidas
Gracias a un excepcional préstamo del Museo de Bellas Artes de Bilbao, el Museo de Durango presentó en octubre de 2018 la exposición Pinturas traducidas  Archivado el 28 de julio de 2020 en Wayback Machine., que exploraba la evolución de las estampas de reproducción entre los siglos XVI al XIX así como la actitud más libre de los artistas grabadores del siglo XX y actuales al versionar creaciones ajenas. Esta muestra, abierta hasta enero de 2019 y conformada enteramente con obras del museo bilbaíno, incluyó ejemplos de autores tan célebres como William Hogarth, Paul Cézanne, Pablo Picasso, José Gutiérrez Solana, Eduardo Arroyo, Equipo Crónica, Francis Bacon y David Hockney.

### 2019:Dalí,José Manaut,Durero
El museo durangués ofreció en el segundo semestre de 2019 tres exposiciones inusuales por la relevancia de los artistas: obra grabada de madurez de Salvador Dalí  (julio-septiembre); óleos y dibujos del pintor valenciano José Manaut hechos en 1943-44, durante sus meses de cárcel y el posterior destierro en Durango (septiembre-octubre); y una selección de 28 grabados de Alberto Durero (y 11 de otros artistas relacionados) pertenecientes a colecciones vascas y de los que casi todos se exponían por primera vez al público  (diciembre de 2019-febrero de 2020). De los 39 grabados alemanes reunidos, solo uno de Durero pertenecía a un museo público: La Virgen del muro, del Museo de Bellas Artes de Bilbao. Esta exposición sumó además una sección relativa a la influencia dureriana en el calígrafo local Juan de Icíar, y fue muy bien acogida: clausurada el 2 de febrero de 2020, atrajo unas 2300 visitas, parte de ellas procedentes de otras provincias y de Francia, y se agotaron los dos tirajes producidos de su catálogo.
Gracias en buena medida a esta agenda expositiva y a las actividades paralelas que ha generado, el museo ha alcanzado en 2019 las 17.000 visitas.

### 2021:Darío de Regoyos
En mayo de 2021 el Museo presentó el cuadro Mercado en Durango (1907) de Darío de Regoyos, nueva adquisición para la colección permanente, arropándolo con una exposición de paisajes del artista asturiano, todos ellos realizados en la comarca del Duranguesado. El éxito de público llevó a prorrogar esta muestra un mes más . A pesar de las restricciones por la pandemia del Covid-19 se computaron casi 3.300 visitantes, cifra récord para este centro de ámbito municipal ; a lo largo de 2021 se sumaron casi 17.700, nuevo hito en 35 años de historial .

## Horario
- De martes a viernes: 10:00-13:00 y 15:00-20:00 (lunes cerrado)
- Sábados: 11:00-14:00 y 17:00-20:00
- Domingos: 11:00-14:00 (tardes cerrado)